# مائيس بارخوداروف
مائيس بارخوداروف - (بالأذرية: Mais Bərxudarov)  اللواء بالجيش الأذربيجاني، مشارك في الحرب لمدة أربعة أيام وحروب قاراباغ وحرب مرتفعات قرة باغ 2020.

## حياته وتعليمه
ولد مائيس بارخوداروف في مدينة قوبادلي في 20 أبريل عام 1976. في طفولته يقوم بالمصارعة. كان مائيس بارخوداروف طالبا للبطل الوطني الاذربيجاني والمصارع علييار علييف. 
أثناء احتلال قاراباغ من قبل القوات الأرمنية وقد إلتحق بارخوداروف بمدرسة جامشيد ناخشيفانسكي الثانوية العسكرية. 
و أثناء دراسته في المدرسة الثانوية العسكرية كان تأثير مباشر لرئيس المدرسة جنرال لواء واليح بارشادلي على مستقبله. 
قررماييس بارخوداروف ومجموعة من الطلاب المغادرة طواعية إلى الجبهة نظرا للوضع الصعب على الجبهة. 
ولكن الجنرال باردتلي عندما يعلم رأيهم، أخبرهم أن القرار كان خاطئاً ومستحيلا. 
و يبدو واليح بارشادلي كان يدرك أن هؤلاء الشباب سوف يصبحون  اللواء. وبالتالي تشجعهم على مواصلة تعليمهم. 

## خدمته العسكرية
في عام 1998، كان يمنح الملازم أول مائيس بارخوداروف بوسام «العلم ألأذربيجاني».
ويمنحه هذا الوسام شخصيا حيدر علييف. منح  عقيد ماييس بارخوداروف بميدالية «من أجل الوطن» عام 2012.
وأثناء القتال في قاراباغ في 1-5 أبريل 2016، كما بدأت المعارك انضم قائد الفيلق و عقيد ماييس بارخوداروف إلى الجنود وشارك في القتال على الفور. 
للمهارات الشجاعة والعسكرية في الاستيلاء على لالاتابا، فقد حصل مائيس بارخوداروف على رتبة لواء (رتبة عسكرية).

## جوائزه
- وسام «العلم الأذربيجاني» (1998)
- وسام «من أجل الوطن» (2009)